# Kill Bill – Volume 2
Kill Bill – Volume 2 ist ein US-amerikanischer Actionfilm von Quentin Tarantino aus dem Jahr 2004. Er setzt die Handlung von Kill Bill – Volume 1 (2003) fort.

## Handlung

### Vorspann
Eine Schwarzweiß-Szene zeigt Beatrix Kiddo im offenen Cabriolet. Im Monolog direkt in die Kamera (Durchbruch der vierten Wand) erklärt sie, dass ihre Rache fast erledigt sei und nur noch einer auf ihrer Liste stehe. Sie sei nun auf dem Weg zu Bill, um ihn umzubringen.

### Kapitel 6: Das Massaker von Two Pines
Der ebenfalls in Schwarz-Weiß gehaltene Abschnitt zeigt die Hochzeitsprobe Kiddos in Two Pines. Als sie draußen eine Flötenmelodie hört, verlässt die Braut die Kirche und trifft auf Bill. Zwischen beiden kommt es zu einer Aussprache, die jedoch offen bleibt. Bill geht mit der Braut in die Kirche und trifft dort auf ihren Bräutigam. Kiddo stellt Bill als ihren eben aus Australien angekommenen Vater vor. Bill heuchelt den Gästen vor, er freue sich mit ihnen, und lässt Kiddo in dem Glauben, er habe sich mit der Trennung abgefunden. Draußen versammeln sich jedoch Budd, Elle Driver, O-Ren Ishii und Vernita Green und betreten schwer bewaffnet die Kirche. Gleich darauf sind aus dem Gebäude eine Vielzahl von Schüssen zu hören.

### Kapitel 7: Das einsame Grab der Paula Schultz
Bill trifft sich mit seinem Bruder Budd und warnt ihn vor Kiddo. Der heruntergekommene Budd haust in einem Wohnwagen in der Nähe von Barstow (Kalifornien), seinen Job als Rausschmeißer in einer Stripteasebar verliert er wegen seiner Unpünktlichkeit. Als er zum Wohnwagen zurückkommt, ahnt der ausgebildete Killer die Gefahr und legt sich mit seiner Schrotflinte auf die Lauer. Es gelingt ihm, die angreifende Kiddo durch einen Schuss in den Oberkörper mit Steinsalz zu überwältigen und ihr ein Betäubungsmittel zu injizieren. Anschließend ruft er Elle Driver an und bietet ihr Kiddos Katana für eine Million Dollar an. Driver willigt ein und bittet Budd, Kiddo möglichst grausam zu ermorden. Budd transportiert Kiddo mit seinem Pickup zu einem Friedhof, legt sie in einen Sarg und begräbt sie lebendig in einem Grab, das ein Gehilfe vorher ausgehoben hat. Der Grabstein trägt den Namen „Paula Schultz“.

### Kapitel 8: Die grausame Lehre des Pai Mei
Kiddo erinnert sich in ihrem Sarg an die Zeit beim Kampfkunst-Meister Pai Mei, zu dem Bill sie zur Ausbildung geschickt hatte. Vor Beginn der Ausbildung rät Bill ihr, sich allen Anweisungen Pai Meis widerspruchslos zu fügen, da er ihr sonst ein Auge herausreißen oder sie töten werde. In dieser Szene erzählt Bill, dass Pai Mei als einziger die tödliche „Fünf-Punkte-Pressur-Herzexplosions-Technik“ beherrsche, die er an niemanden weitergebe. Trotz der Abneigung und Brutalität des rassistischen, frauenfeindlichen und antiamerikanischen Pai Mei gelingt es ihr mit extremer Willensstärke, die Ausbildung bei ihm durchzustehen.
Nachdem Kiddo ihre anfängliche Panik im Sarg überwunden hat, befreit sie sich von ihren Fesseln mit Hilfe eines Rasiermessers, das sie in einem ihrer Stiefel versteckt hielt. Mit gezielten Faustschlägen auf kurze Entfernung, deren Technik sie bei Pai Mei gelernt hat, zerschlägt sie den Sargdeckel, gräbt sich nach oben und taucht mit dunkler Erde über und über verschmiert aus dem Grab auf. Sie macht sich wieder auf den Weg zu Budds Wohnwagen.

### Kapitel 9: Elle und ich
Kiddo trifft gerade in den Bergen oberhalb des Wohnwagens ein, als Elle Driver dort vorfährt, um Budd das von Kiddo erbeutete Katana-Schwert abzukaufen. Nach einer Unterhaltung mit Driver öffnet Budd den Geldkoffer mit der Million Dollar und nimmt die Geldscheinbündel heraus. Unter der oberen Schicht lauert jedoch eine von Driver versteckte Schwarze Mamba, die Budd ins Gesicht beißt. Innerhalb weniger Minuten stirbt Budd. Driver verständigt Bill per Telefon vom Tod seines Bruders und Kiddos.
Als Driver den Wohnwagen verlassen will, wird sie von Kiddo überrascht und angegriffen. Es kommt zu einem heftigen Zweikampf zwischen den beiden Frauen im Wohnwagen, in dessen Verlauf Kiddo das vermeintlich veräußerte Katana-Schwert von Budd im Wohnwagen findet. Auf Kiddos Frage nach dem Verlust ihres Auges erzählt Driver, die ebenfalls bei Pai Mei in Ausbildung war, dass sie ihn „widerlicher, alter Affe“ genannt und er ihr dafür das rechte Auge herausgerissen hatte. Driver erzählt weiter, dass sie den Kampfkunstmeister daraufhin vergiftet habe. Dies steigert Kiddos Wut und die beiden Frauen nehmen den Kampf wieder auf. Kiddo reißt mit dem von Pai Mei gelernten plötzlichen Griff Driver das linke Auge heraus und zertritt es mit dem nackten Fuß. Sie verlässt den Wohnwagen, in dem die schreiende und um sich schlagende Driver, blind und allein mit der Schwarzen Mamba, zurückbleibt.

### Letztes Kapitel: Von Angesicht zu Angesicht
Nun auf der Suche nach Bill, dem letzten Beteiligten am Massaker, fährt Kiddo nach Mexiko. Von dem alten Bordellbetreiber Don Esteban, der den vaterlosen Bill zeitweise als Vaterersatz großgezogen hatte, erfährt sie dessen Adresse. Als Kiddo abends bewaffnet in Bills Haus eindringt, überrascht sie Bill und die gemeinsame 4-jährige Tochter B.B. beim Spielen. Nachdem B.B. schlafen gegangen ist, diskutieren Kiddo und Bill, wie sie ihre Auseinandersetzung austragen wollen. Da Bill jedoch noch einige Fragen an Kiddo hat, die er wahrheitsgetreu beantwortet haben möchte, injiziert er ihr mit einer Betäubungswaffe ein Wahrheitsserum. Durch die Assoziation mit Superman und dessen schwächlicher Tarnfigur Clark Kent erklärt er Kiddo, dass sie als geborene Killerin für das bürgerliche Leben, in das sie flüchten wollte, nicht geschaffen sei. Seine entscheidende Frage ist, warum Kiddo ihn verlassen wollte.
Eine weitere Rückblende zeigt Kiddo in einem Hotelzimmer. Da ihr am Morgen der Anreise zum Ort eines Attentats übel ist, macht sie einen Schwangerschafts-Schnelltest – der Test ist positiv. Das Attentatsopfer hat von dem Mordanschlag erfahren und schickte seinerseits eine Killerin gegen Kiddo los. Kiddo entgeht knapp dem Gegenschlag und kann die Gegnerin von ihrer Schwangerschaft und der Angst um ihr ungeborenes Kind überzeugen.
Während der weiteren Aussprache zwischen Bill und Kiddo ziehen beide ihre Katana-Schwerter und kämpfen gegeneinander. Bill schlägt ihr das Schwert aus der Hand, beim folgenden Gegenstoß fängt Kiddo sein Schwert mit ihrer leeren Schwertscheide auf. Daraufhin schlägt Kiddo ihm fünfmal gezielt mit den Fingerspitzen auf die Brust – Pai Mei hat ihr die „Fünf-Punkte-Pressur-Herzexplosions-Technik“ beigebracht. Danach ist der Kampf entschieden. Bill und Kiddo verabschieden sich voneinander, Bill geht fünf Schritte in den Garten und bricht zusammen.
Mit ihrer schlafenden Tochter auf den Armen verlässt Kiddo das Haus und fährt davon. Am nächsten Morgen sitzt B.B. in einem Hotelzimmer vor dem Fernseher und schaut Cartoons, während ihre Mutter im angrenzenden Bad weinend auf dem Boden liegt. Ihr Weinen wird immer mehr zu einem Lachen, und sie sagt mehrfach „Danke“, bevor sie sich ihre Tränen abwischt und zu ihrer Tochter geht, um mit ihr gemeinsam fernzusehen. Der Film endet mit der Einblendung des Satzes „The lioness has rejoined her cub. And all is right in the jungle.“ („Die Löwin hat ihr Junges wieder. Und im Dschungel ist alles im Lot.“)

## Kritiken
James Berardinelli schrieb auf ReelViews, der Film sei – im Unterschied zum Vorgänger – ein eigenständiger Film. Der „egozentrische Filmemacher“ hätte jedoch ungefähr 30 Minuten herausschneiden sollen, um den Film „schlanker“ zu machen. Er enthalte weniger Action als der erste Teil, dafür mehr Dialoge. Man versuche, die Figuren von Beatrix Kiddo und Bill „aufzubauen“. Berardinelli schrieb, Uma Thurman spiele besser als im ersten Teil ihre Rolle, die eine größere Bandbreite als im ersten Teil habe. David Carradine wirke „gelassen“ und „reif“. Michael Madsen sei „wie immer lakonisch“, Daryl Hannah spiele „gegen ihren Typ“ eine Killerin.
Das Lexikon des internationalen Films schrieb, der Film sei „voller Zitate und Querverweise“. Er fasziniere durch „den furiosen Einsatz zahlreicher filmischer Mittel“, erweise sich als „doppelbödiges Experiment“ und durch David Carradine auch der „amerikanischen Fernsehgeschichte seine Reverenz“.

## Auszeichnungen
David Carradine und Uma Thurman wurden im Jahr 2005 für den Golden Globe Award nominiert. David Carradine, Daryl Hannah und der Film als Bester Actionfilm gewannen im Jahr 2005 den Saturn Award. Uma Thurman, Quentin Tarantino (sowohl als Regisseur als auch als Drehbuchautor) und Perla Haney-Jardine wurden für den Saturn Award nominiert.
Zu den vier Nominierungen für den Teen Choice Award im Jahr 2004 gehörten eine für Uma Thurman und eine für eine Kampfszene. Daryl Hannah und Uma Thurman gewannen im Jahr 2005 für eine Kampfszene den MTV Movie Award. Uma Thurman und der Film als Bester Film wurden für den gleichen Preis nominiert. David Carradine, Uma Thurman, Daryl Hannah und der Film als Bester Film wurden 2005 für den Golden Satellite Award nominiert.
Der Film gewann im Jahr 2005 den Taurus Award in zwei Kategorien und wurde in einer dritten für den gleichen Preis nominiert. Quentin Tarantino wurde 2005 für die Zusammenstellung des Soundtracks für den Grammy Award nominiert. Sally Menke wurde 2005 für den American Cinema Editors Award (Eddie) nominiert. Der Film wurde 2005 viermal für den britischen Empire Award nominiert, darunter als Bester Film, für die Regie von Quentin Tarantino und für die Darstellung von Uma Thurman.

## Synchronisation
Die deutsche Synchronisation entstand nach einem Dialogbuch und der Dialogregie von Andreas Pollak in den Studios der Berliner Synchron GmbH.
| Beatrix Kiddo                | Uma Thurman         | Petra Barthel       |
| Bill                         | David Carradine     | Frank Glaubrecht    |
| Budd                         | Michael Madsen      | Thomas Danneberg    |
| Elle Driver                  | Daryl Hannah        | Andrea Aust         |
| Pai Mei                      | Gordon Liu          | n.n.                |
| O'Ren Ishii                  | Lucy Liu            | Claudia Lehmann     |
| Esteban Vihaio / Earl McGraw | Michael Parks       | Roberto Nunez       |
| B.B.                         | Perla Haney-Jardine | Friedel Morgenstern |
| Rufus                        | Samuel L. Jackson   | Helmut Krauss       |
| Janeen                       | Caitlin Keats       | Tanja Geke          |
| Rocket                       | Laura Cayouette     | Liane Rudolph       |
| Reverend Harmony             | Bo Svenson          | Reinhardt Kuhnert   |
| Mrs. Harmony                 | Jeannie Epper       | Regine Albrecht     |

## Hintergrund
- Die Produktionskosten betrugen schätzungsweise 30 Millionen US-Dollar. Der Film spielte weltweit ca. 149,6 Millionen US-Dollar ein, darunter in den Kinos der USA ca. 66,2 Millionen US-Dollar.[5]
- Der zweite Teil von Kill Bill hat in vielen Ländern niedrigere Altersfreigaben bekommen als der erste Teil, so auch in Deutschland, wo Kill Bill: Vol. 2 ab 16 Jahren freigegeben ist, Teil 1 erst ab 18 Jahren.
- David Carradine (Bill) spielt in Kill Bill Vol. 2 dieselbe Flöte, die er als Caine in der Fernsehserie Kung Fu (1972–1975) verwendete.
- In einem Interview mit der New York Times erzählte Quentin Tarantino, dass er William Witney zu seinen Lieblingsregisseuren zähle, im Besonderen für den Film The Golden Stallion (1949). Zu Ehren Witneys widmete Tarantino ihm den Film Kill Bill: Vol. 2.
- Die Fünf-Punkte-Pressur-Herzexplosions-Technik ist eine frei erfundene Kampfkunst-Technik, die im Film zur Anwendung kommt. Die Technik besteht in einer schnellen Abfolge von fünf harten Schlägen auf bestimmte Pressurpunkte des Oberkörpers. Nach Anwendung der Technik kann das Opfer nur noch fünf Schritte gehen, bevor sein Herz explodiert. Diese Kampftechnik hat ihren realen Hintergrund in diversen Kampfkünsten, wo bestimmte Schläge auf Akupressurpunkte ausgeübt werden und das Versagen eines Organs und somit eine Ohnmacht oder den Tod des Gegners beabsichtigen.
- In der deutschen Version sehen sich Beatrix Kiddo und ihre Tochter B.B. gemeinsam die Zeichentrickserie Samurai Jack an. In der unsynchronisierten Fassung sehen sie jedoch den Film Shogun Assassin, einen für den US-Markt produzierten Zusammenschnitt der ersten beiden Episoden der japanischen Okami-Reihe.
- Kiddos Cabrio ist ein seltenes Karmann-Ghia Cabriolet, Typ 14 Baujahr 1972 von Volkswagen aus dem Werk in Brasilien (Volkswagen do Brasil).[6] Von diesem Modell wurden insgesamt nur 176 Stück gebaut.[7] Beim Dreh wurden mindestens zwei Fahrzeuge unterschiedlicher Baujahre verwendet. Das erste wurde bei einem Unfall während der Dreharbeiten zerstört, in dem auch Uma Thurman verletzt wurde und in der Folge eine Woche ausfiel, um sich zu erholen. In verschiedenen Einstellungen ist das Ersatzfahrzeug an den plötzlich vorhandenen Kopfstützen der Sitze zu erkennen.
- Historisches Vorbild für die Figur des Pai Mei war ein Kampfkunstmeister des 17. Jahrhunderts namens 白眉 (Bái Méi) bzw. Pak Mei (kantonesisch). Der Name bedeutet „Weiße Augenbraue“, das drückt sich auch in der Filmdarstellung der Figur aus. Bái Méi ist einer der legendären „Fünf Meister“ des damaligen Shaolinklosters, der jedoch unter dem Verdacht steht, Shaolin an die Mandschu-Regierung der Qing-Dynastie verraten zu haben. Im Zuge dessen wurde der Tempel 1675 vollständig niedergebrannt, und nur sehr wenige Mönche überlebten.
- Die Technik, aus kurzer Distanz ein Holzbrett zu durchschlagen, welche Pai Mei die Braut lehrt, entspricht dem durch Bruce Lee bekannt gewordenen „One Inch Punch“ des Wing Chun (vgl. auch Jeet Kune Do).
- Samuel L. Jackson hat einen Gast-Auftritt als Organist in der Kapelle, in der das Massaker stattfindet.
- Die Filmmusik komponierte Robert Rodriguez für nur einen Dollar Gage.[8]

## Soundtrack
1. A Few Words From The Bride von Uma Thurman
2. Goodnight Moon von Shivaree
3. Il Tramonto von Ennio Morricone
4. Can’t Hardly Stand It von Charlie Feathers
5. Tu Mira (edit) von Lole y Manuel (Dolores Montoya und Manuel Molina)
6. Summertime Killer von Luis Bacalov
7. The Chase von Alan Reeves / Phil Steele / Philip Brigham
8. The Legend of Pai Mei von David Carradine und Uma Thurman
9. L’Arena von Ennio Morricone
10. A Satisfied Mind von Johnny Cash
11. A Silhouette of Doom von Ennio Morricone
12. About Her von Malcolm McLaren
13. Truly and Utterly Bill von David Carradine und Uma Thurman
14. Malagueña salerosa von Chingon
15. Urami Bushi von Meiko Kaji